# 國立成功大學附屬臺南工業高級中等學校
國立成功大學附屬臺南工業高級中等學校，簡稱成大附屬南工、成大南工或南工，位於臺灣臺南市永康區，原為八大省工之一的國立臺南高工，2023年改隸為國立成功大學的附屬中學，並為國教署土木與建築群科中心主辦學校。

## 校史
1941年4月1日創立「臺南州立臺南工業學校」，設機械、電氣、應用化學、土木、建築五科，招收國民學校畢業生。
戰後改為「臺灣省立臺南工業職業學校」。1946年停招初級部，轉而開辦高級部，並於1951年9月更名為「臺灣省立臺南高級工業職業學校」。
1955年8月，臺灣省立工學院（今成功大學）將附設工業職業學校日間部合併，並開始實施單位行業訓練，同時附設工業職業補習學校，分為機械、電機、化工、土木四科。隨後，於1959年成立了附設技藝訓練中心
1972年增設空中教學補習學校。1982年「附設工業職業補習學校」改稱為「附設工業職業進修補習學校」1983年附設工業職業進修補習學校設立延長國教班。1995年延長國教班改為實用技能班。
2000年2月1日改隸國立，校名改為「國立台南高級工業職業學校」。原「附設工業職業進修補習學校」改名為「附設工業職業進修學校」，在2016年，原附設工業職業進修學校進一步改名為「進修部」。
2013年，成大校內校務會議決議成立「臺南高級工業職業學校改隸成功大學附屬高工研議小組」，同年第二次校務會議以壓倒性高票通過南工改隸案。
2019年12月24日，成功大學校務會議通過國立臺南高工改隸成大案。
2023年8月1日，改隸國立成功大學更名為「國立成功大學附屬臺南工業高級中等學校」；並整併國立成功大學附設高級工業職業進修學校，教職員分3年移撥成大南工，在校生原校讀至畢業。
2024年，增設「BIM數位建設科技應用實驗班」，由成功大學校內建築學系、土木工程學系和測量及空間資訊學系師資提供支援。

## 歷任校長

### 日治時期
| 任次   | 姓名       | 任職時間              | 異動原因 |
| ------ | ---------- | --------------------- | -------- |
| 第一任 | 後藤魯一   | 1941年4月－1945年4月  |          |
| 第二任 | 角田桃太郎 | 1945年4月－1945年12月 |          |

### 民國時期
| 任次     | 姓名   | 任職時間                    | 異動原因                   |
| -------- | ------ | --------------------------- | -------------------------- |
| 代理     | 林全興 | 1945年12月－1946年2月       | 改為省立學校               |
| 第一任   | 陳重   | 1946年2月－1949年6月        |                            |
| 第二任   | 辛仙椿 | 1949年6月－1953年2月        | 退休                       |
| 第三任   | 張宗炘 | 1953年2月－1974年8月        | 退休                       |
| 第四任   | 高明敏 | 1974年8月－1982年8月        | 退休                       |
| 第五任   | 袁福洪 | 1982年8月－1993年8月        | 退休                       |
| 第六任   | 蔡本全 | 1993年8月－2002年2月        | 改為國立學校，退休         |
| 代理     | 廖茂枰 | 2002年2月－2002年7月31日    | 新化高中校長退休           |
| 第七任   | 鐘長生 | 2002年8月1日－2006年7月31日 | 調往北斗家商               |
| 第八任   | 李燦榮 | 2006年8月1日－2014年7月31日 | 退休                       |
| 第九任   | 王榮發 | 2014年8月1日－2020年7月31日 | 退休                       |
| 第十任   | 陳啟聰 | 2020年8月1日－2024年7月31日 | 任內改隸國立成功大學，退休 |
| 第十一任 | 黃耀寬 | 2024年8月1日－至今          |                            |

## 附註
1. ↑  .   [2023-08-01]. （原始内容存档于2023-08-02）.
2. ↑  . 教育部土木與建築群科中心.   [2023-07-22]. （原始内容存档于2022-11-28） （中文（臺灣））.
3. ↑  . 國立臺南高級工業職業學校.   [2023-07-22]. （原始内容存档于2023-07-21） （中文（臺灣））.
4. ↑  .   [2023-07-21]. （原始内容存档于2023-04-18）.
5. ↑  . 國立成功大學. 2013-12-25.   [2023-07-22]. （原始内容存档于2023-04-18） （中文（臺灣））.
6. ↑  洪瑞琴. . 自由時報. 2019-12-24  [2023-07-22]. （原始内容存档于2019-12-24） （中文（臺灣））.
7. ↑  馮靖惠. . 聯合報. 2022-11-19  [2023-07-22]. 原始内容存档于2023-03-26 （中文（臺灣））.
8. ↑  劉婉君. . 自由時報.   [2021-08-30]. （原始内容存档于2022-03-16）.
9. ↑  洪瑞琴. . 自由時報. 2023-03-15  [2023-07-22]. （原始内容存档于2023-03-15） （中文（臺灣））.
10. ↑  曹婷婷. . CTWANT. 2023-03-15  [2023-07-22]. （原始内容存档于2023-03-15） （中文（臺灣））.
11. ↑  修瑞瑩. . 聯合報. 2023-03-15  [2023-07-22]. （原始内容存档于2023-03-15） （中文（臺灣））.
12. ↑  台南高工改隸成大 18字新校名今揭牌 （页面存档备份，存于），自由時報，2023-8-1
13. ↑  .   [2024-03-16]. （原始内容存档于2024-03-16）.

## 外部連結
- 國立成功大學附屬臺南工業高級中等學校 （页面存档备份，存于）